# Neil Robertson (mathématicien)
Pour les articles homonymes, voir Neil Robertson et Robertson.
George Neil Robertson, né le 30 novembre 1938 au Canada, est un mathématicien qui travaille principalement sur la théorie des graphes.

## Biographie
Sitôt soutenu son Ph.D. en 1969 à l'université de Waterloo (Canada) sous la direction de William Tutte, il enseigne à l'université d'État de l'Ohio (États-Unis), où il est professeur depuis 1984.

## Prix et récompenses
- Prix Fulkerson
  - en 1994, avec Paul Seymour et Robin Thomas, pour le cas à 6 couleurs de la conjecture de Hadwiger
  - en 2006 avec Paul Seymour pour le théorème de Robertson-Seymour, qui confirme la « conjecture de Wagner »,
  - en 2009
- prix George Polya de la SIAM en 2004